# Il prescelto
Il prescelto (The Wicker Man) è un film horror del 2006 diretto da Neil LaBute.
È il remake di The Wicker Man di Robin Hardy (1973).

## Trama
L'agente Edward Malus, congedatosi dalla polizia dopo non essere riuscito a salvare una donna e sua figlia da un incidente stradale, torna al servizio quando la sua ex-fidanzata Willow lo ricontatta per aiutarla a ritrovare la figlia scomparsa da Summersisle, una piccola isola privata sulla costa occidentale degli Stati Uniti, dove le due vivono.
Giunto nell'isola, l'uomo vi troverà una società matriarcale guidata da Sorella Summersisle e ispirata a quella delle api, dedita a riti pagani, che lo lascia perplesso e spaventato; l'incontro con Willow non è dei migliori inizialmente poiché lei lo aveva lasciato poco prima del matrimonio ma poi lei gli confessa che la bambina, Rowan, è frutto della loro unione. Faticosamente, bucando un muro di omertà e depistaggi Edward riesce a trovare tracce della figlia scomparsa arrivando anche a pensare che sia stata rapita per essere sacrificata agli dei di Summersisle per ingraziarli a seguito di una terribile annata di siccità.
Scoprirà invece, troppo tardi, di essere lui stesso la vittima sacrificale designata del rito che sta per consumarsi e che la richiesta d'aiuto era stata tutta una manovra dell'intera comunità per attirarlo sull'isola: verrà messo al rogo dentro un altissimo spaventapasseri e ad appiccare il fuoco sarà proprio sua figlia Rowan. Nella scena finale notiamo due poliziotti in un bar con due ragazze, ovvero Willow e una delle sorelle che stanno per ingannare i due agenti, rimanere incinte di loro e far loro fare la stessa fine di Edward. Il film si conclude con la morte di Edward e la caduta della testa dello spaventapasseri.

## Produzione
Nella pellicola hanno dei piccoli ruoli gli attori James Franco e Aaron Eckhart, attore feticcio del regista. Nell'originale il poliziotto era un uomo molto religioso in lotta contro un mondo dionisiaco, qua invece è costretto a fare i conti con una comunità di ecologiste che schiavizzano i maschi. L'opera è stata dedicata a Johnny Ramone, chitarrista dei Ramones, che aveva fatto conoscere a Nicolas Cage il film del 1973.

## Riconoscimenti
- 2006 - Razzie Awards
  - Nomination Peggior film
  - Nomination Peggior attore protagonista a Nicolas Cage
  - Nomination Peggior coppia a Nicolas Cage e il suo costume da orso
  - Nomination Peggior sceneggiatura a Neil LaBute
  - Nomination Peggior remake o rip-off
- 2007 - Canadian Society of Cinematographers Awards
  - Miglior fotografia a Paul Sarossy
- 2006 - Golden Schmoes Awards
  - Nomination Peggior film
- 2006 - Stinkers Bad Movie Awards
  - Peggior remake
  - Nomination Peggior attore a Nicolas Cage